# Rue Casimir-Périer (Paris)
Pour les articles homonymes, voir Rue Casimir-Périer.
La rue Casimir Périer est une voie du 7e arrondissement de Paris, en France.

## Situation et accès

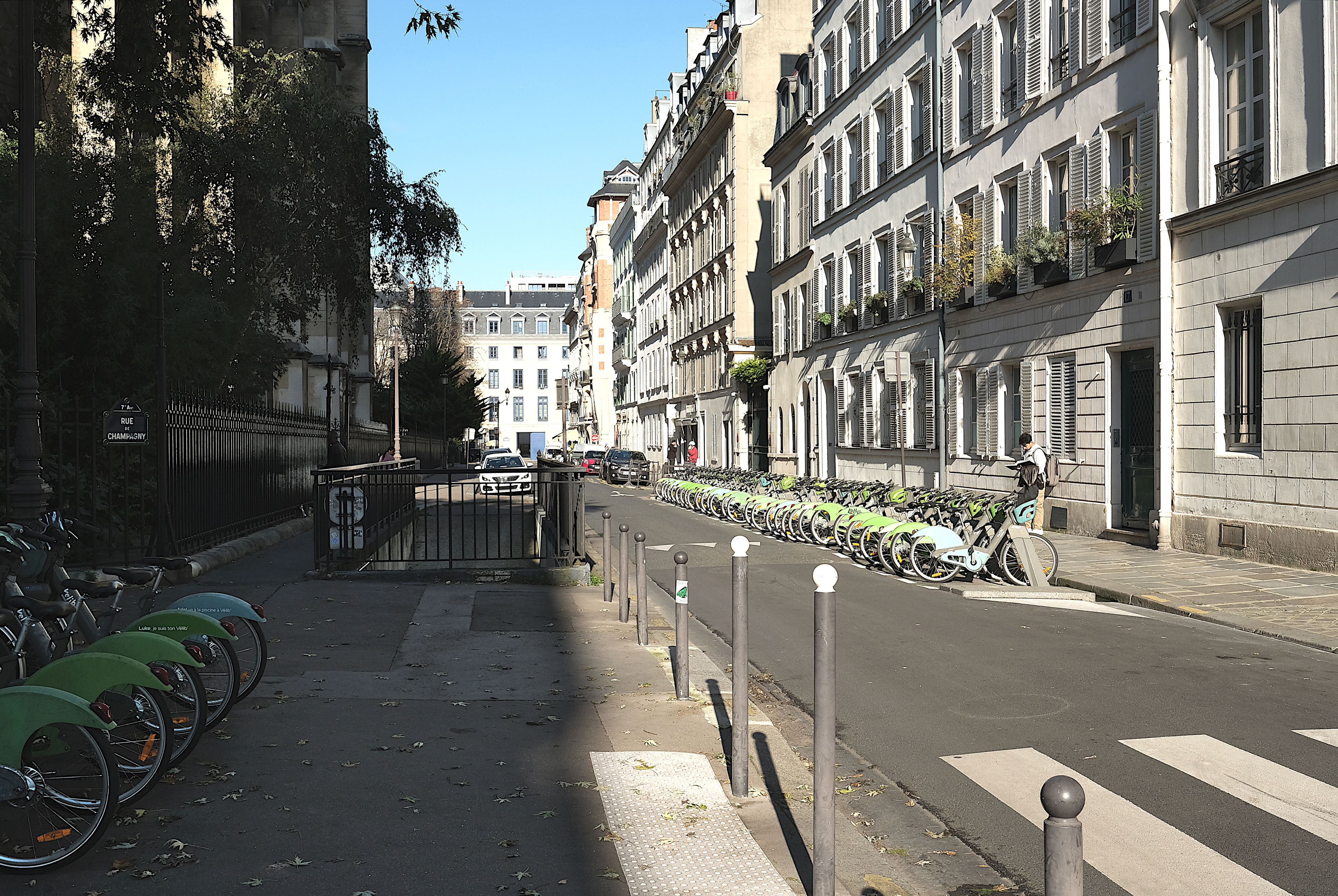
La rue Casimir-Périer (à gauche la basilique Sainte-Clotilde).

La rue Casimir-Périer est une voie publique située dans le 7e arrondissement de Paris. Elle débute au 31, rue Saint-Dominique et se termine au 124, rue de Grenelle. Elle longe la basilique Sainte-Clotilde et le square Samuel-Rousseau.
Le quartier est desservi par les lignes 12 et 13 aux stations Varenne et Solférino.

## Origine du nom

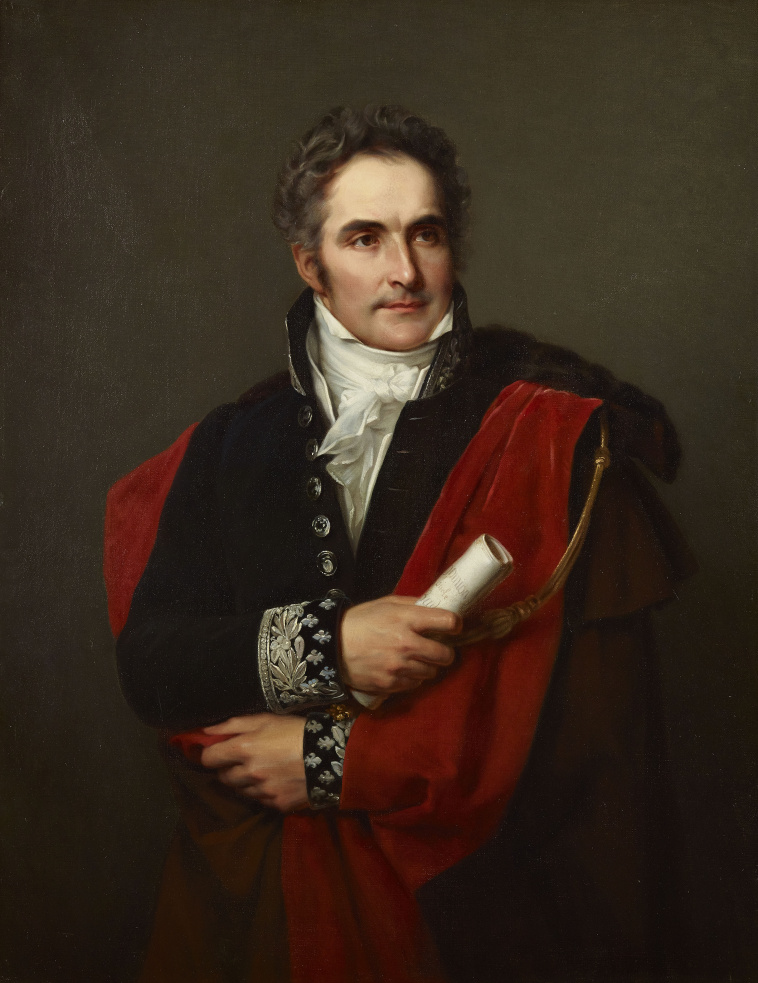
Casimir Périer.

Elle a été nommée en hommage à Casimir Perier (1777-1832), homme politique du début du XIXe siècle.

## Historique
La rue Casimir Périer a été ouverte en 1828 sur les dépendances des couvents de Bellechasse et des Carmélites, dont la vente avait été effectuée par le domaine de l’État dans le courant du mois de juin de la même année. Elle a reçu son nom actuel par décision royale en date du 15 avril 1839.

## Bâtiments remarquables et lieux de mémoire
- No 3 : le philosophe et peintre Louis Cattiaux ouvre en 1932 une galerie d'art sous le nom de Gravitations. C'est là qu'il peindra la majorité de ses œuvres et qu'il rédigera son œuvre maîtresse : Le Message retrouvé[3].
- No 5 : immeuble de logements construit en 1913[4] ; on peut lire à son propos, dans le Bulletin municipal officiel de la Ville de Paris du 27 avril 1920, l’appréciation suivante : « Au no 5 de la rue Casimir-Périer s’élève une façade contemporaine, puissamment modelée dans la masse et très étudiée dans ses détails due à M. Gabriel Brun et qui contraste heureusement avec la pauvreté de ses voisins »[5].
- No 6 : Richard Wagner et Cosima von Bülow s'y rencontrent pour la première fois en octobre 1853[6].
- No 9 : le poète Charles Guérin y habite de 1900 à 1906, comme le signale une plaque en façade.
- No 13 : il n'y a pas de no 13 rue Casimir-Périer.
- No 27 : la comtesse de Ségur y meurt le 9 février 1874, comme le signale une plaque en façade. Elle s'y est établie, au premier étage, l'année précédente[6],[7].

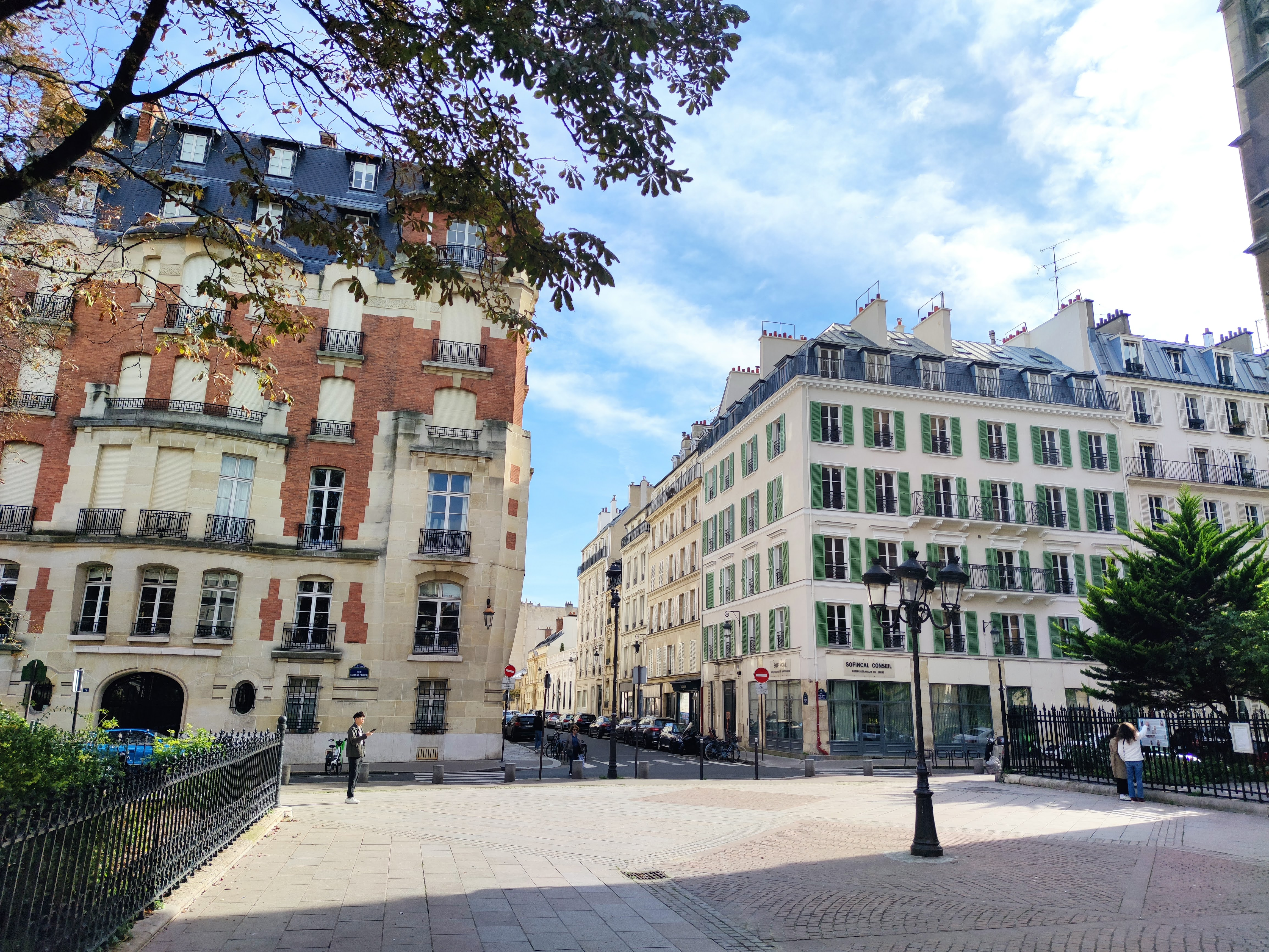
Nos 5 et 7.
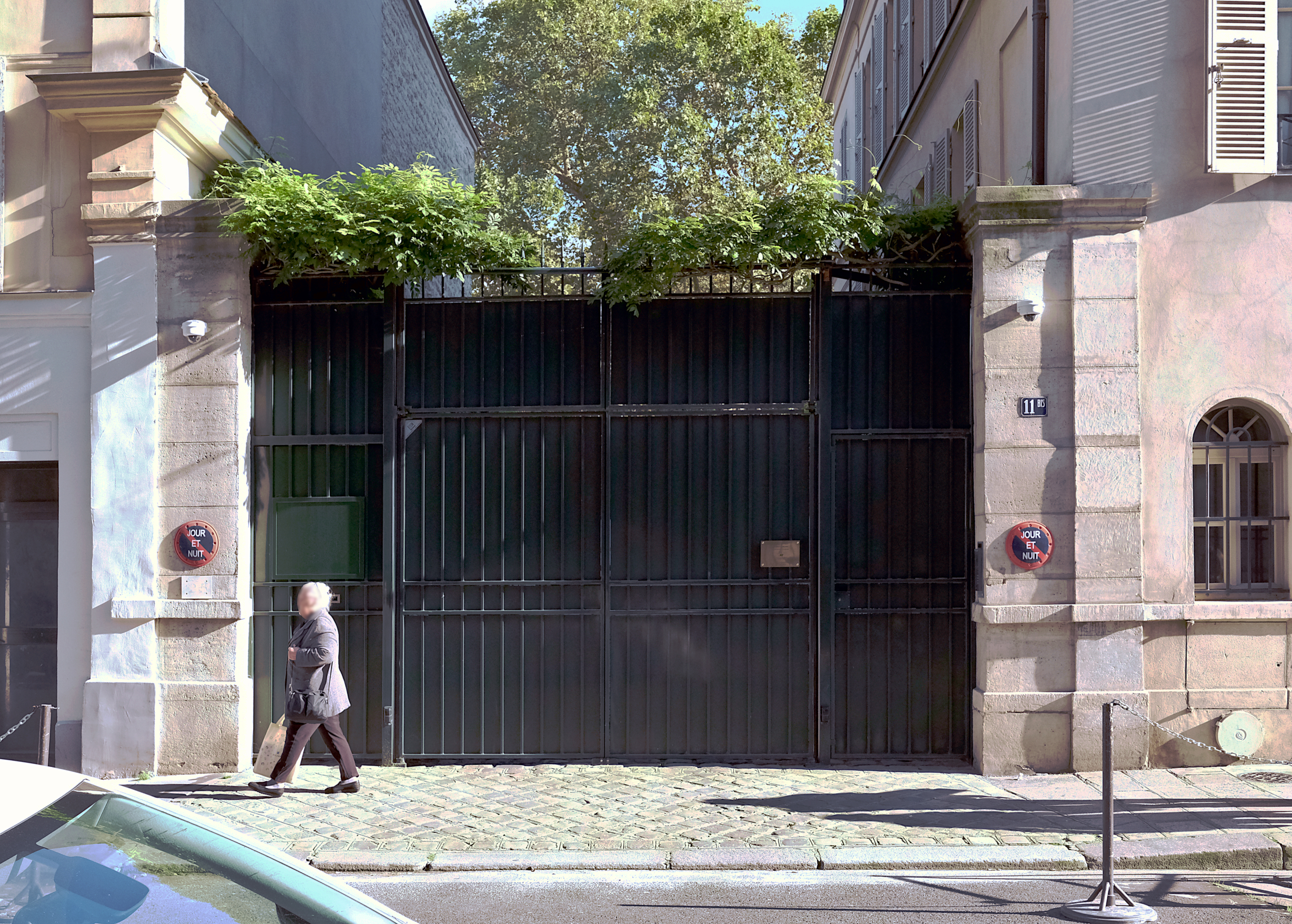
No 11 bis.
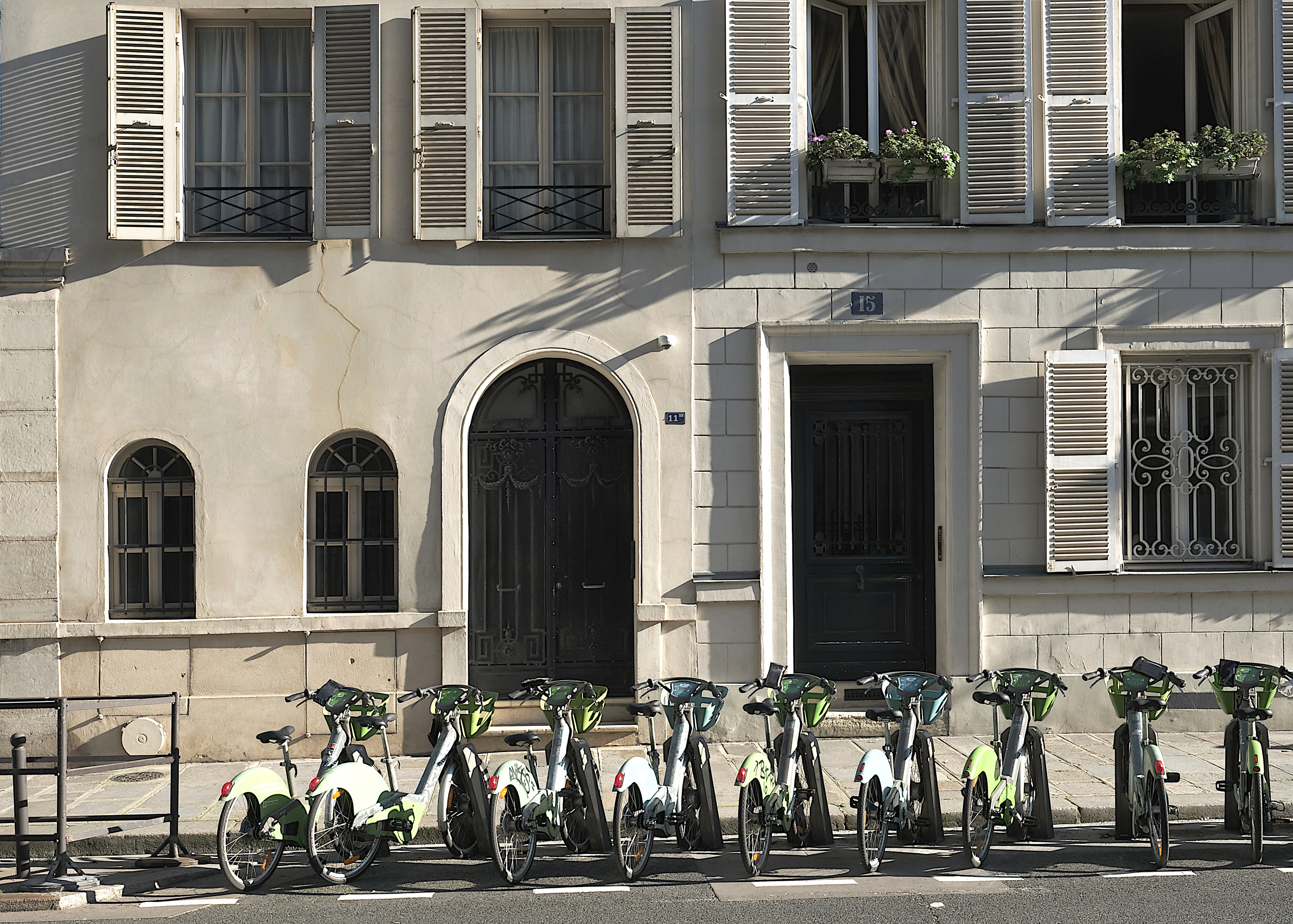
Nos 11 ter et 15 : il n'y a pas de n°13.
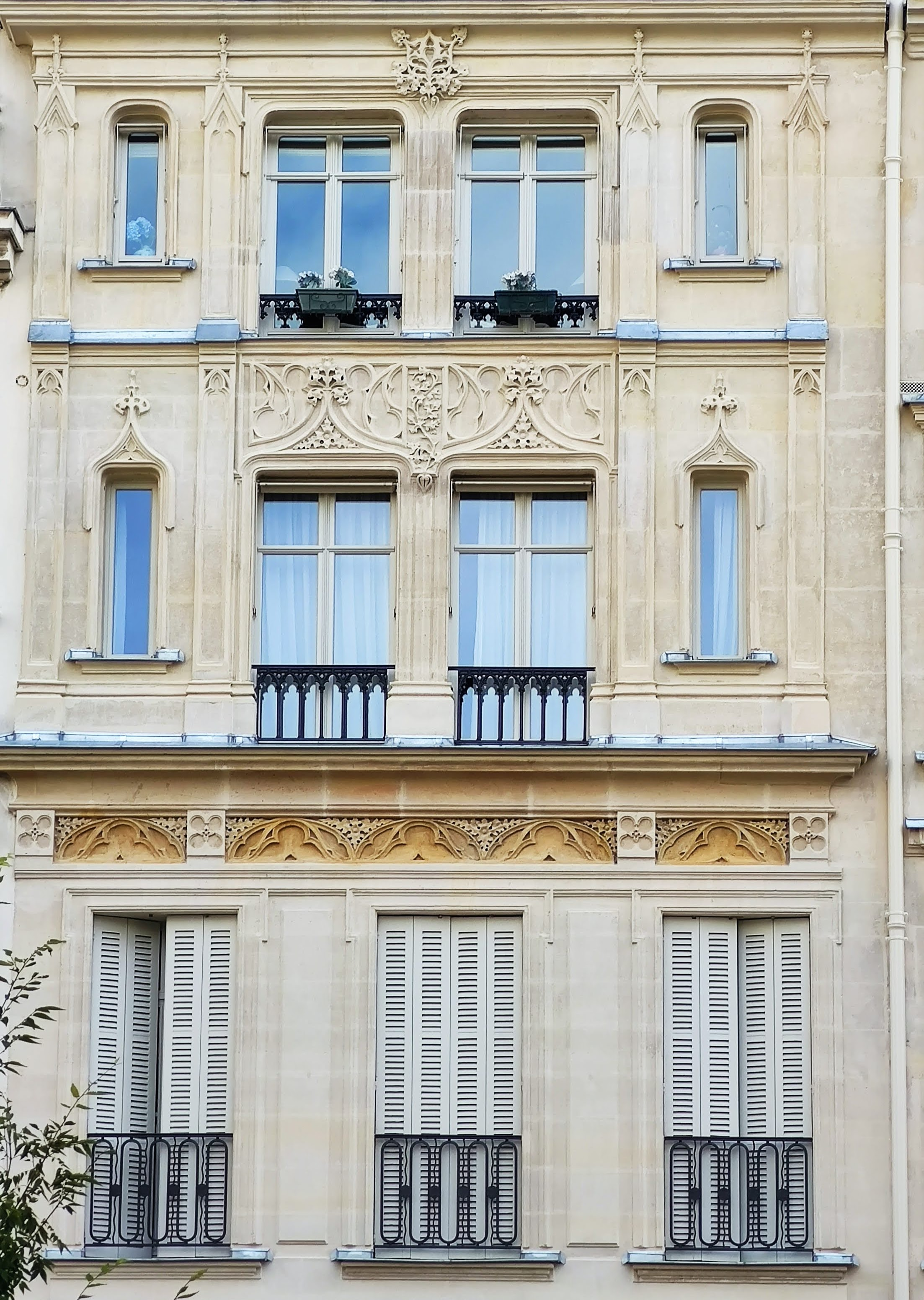
No 21 : détail de la façade.
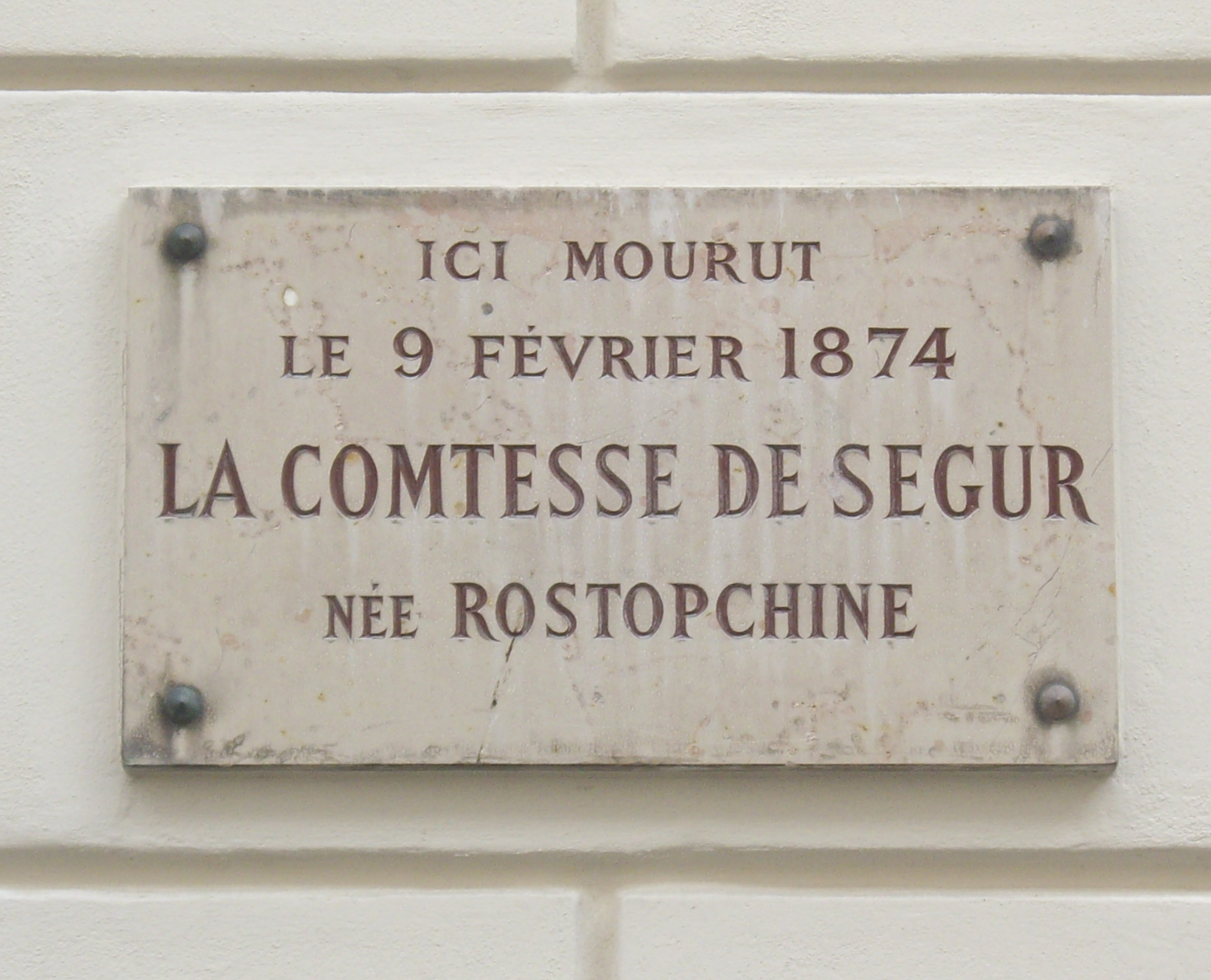
Plaque au no 27.